# Landgoed Beijlshof
Landgoed Beijlshof is een landgoed en natuurgebied direct ten zuiden van het Nederlands-Limburgse Heythuysen in de gemeente Leudal.
Het gebied van 93 hectare is eigendom van de Stichting het Limburgs Landschap.

## Geschiedenis
Omstreeks 1500 is de naam Beijlshof al in schriftelijke documenten beschreven. Toen werd het landgoed door Jacob II van Horne verpacht aan een zekere Peter Quas, die tevens het recht op het steken van turf verwierf.
In 1973 werd het gebied aangekocht door Stichting het Limburgs Landschap. Een groot deel van de bouwlanden wordt nog steeds verpacht.

## Gebied
Het landgoed heeft deels een landbouwfunctie gehad. Het ontwikkelde zich tot een kampenlandschap. De noordgrens wordt gevormd door de Tungelroyse Beek. Een kleinere beek in het landgoed is de Reydtbeek. Centraal ligt een hoeve, eveneens de Beijlshof genaamd.
Enkele graslanden worden door de Stichting beheerd als vochtig hooiland. In het dal van de beek is ook elzenbroekbos te vinden. Op hoger gelegen delen vindt men loofbos met muskuskruid, dalkruid en geel nagelkruid. Voorts is er naaldbos met blauwe bosbes en veelbloemige veldbies. Er zijn eikenlanen met nog enkele oude en grote eiken. Hier komen zwarte specht, boomklever en boomkruiper voor.
In het gebied is een wandelroute uitgezet.